# Суд честі
«Суд честі» — радянський художній фільм-драма 1948 року, знятий на кіностудії «Мосфільм» режисером Абрамом Роомом за сценарієм Олександра Штейна. Прем'єра фільму відбулася 25 лютого 1949 року. Фільм був удостоєний Сталінської премії I ступеня (1949). У 1949 році картина посіла в прокаті третє місце (15 мільйонів 200 тисяч глядачів).

## Сюжет
Радянські вчені-біохіміки професори Лосєв і Добротворський зробили наукове відкриття, що дозволяє ефективно боротися з болем. Перебуваючи в науковому відрядженні в США, вчені діляться результатами дослідження з колегами з США (які, на ділі, виявилися бізнесменами і розвідниками), опублікувавши там статтю про ще не завершену працю свого колективу. Після повернення вчені були піддані критиці. Однак вчені наполягали на тому, що «наука не має кордонів» і що знання повинно належати всьому людству. Обурена «ідейною незрілістю» Добротворського, його рішуче засуджує власна дружина. В результаті вчені були засуджені за космополітизм і покарані за рішенням Суду честі. Добротворський кається у своєму вчинку.

## У ролях
- Борис Чирков — Андрій Іванович Верейський, академік, генерал-лейтенант медичної служби
- Антоніна Максимова — Ольга Верейська, доцент, дочка академіка
- Євген Самойлов — Микола, вчений, наречений Ольги Верейської
- Микола Анненков — Олексій Олексійович Добротворський, професор
- Ольга Жизнєва — Тетяна Олександрівна Добротворська, лікар, дружина професора
- Микола Свободін — професор Сергій Федорович Лосєв
- Лідія Сухаревська — Ніна Іванівна, дружина професора Лосєва
- Василь Макаров — Кириллов, доцент
- Іван Переверзєв — Іван Іванович Петренко, вчений, права рука Добротворського, завідувач клінічним відділенням
- Володимир Любимов — Кирило Павлович Курчатов, заступник міністра охорони здоров'я
- Володимир Марута — Грушницький
- Володимир Владиславський — Юрій Денисович Писаревський, академік
- Костянтин Хохлов — голова Суду честі
- Максим Штраух — Олександр Олександрович, голова Урядової комісії
- Ніна Шатерникова — Пушкова, друкарка з канцелярії інституту експериментальної медицини
- Георгій Чорноволенко — Вуд, американець
- Аркадій Цінман — Уілбі, американець
- Семен Межинський — Картер, великий американський вчений

## Знімальна група
- Режисер — Абрам Роом
- Сценарій — Олександр Штейн
- Оператор — Олександр Гальперін
- Композитор — Лев Шварц
- Художники — Михайло Богданов, Петро Кисельов
- Художник по костюму: Валентин Пєрєльотов